# Condado de Francos
El Condado de Francos es un título nobiliario español cuyo primer titular fue concedido a Francisco Ramos del Manzano (catedrático de leyes en la Universidad de Salamanca) en el año 1678. El III conde, José del Castillo y Larrazábal, fue uno de los promotores de la construcción de la Plaza Mayor de Salamanca en el siglo XVIII.

## Titulares
- Primer conde de Francos: Francisco Ramos del Manzano
- Segundo Conde de Francos: Jerónimo Ramos y Manzano
- Tercer Conde de Francos: José del Castillo y Larrazábal